# Meeting de Paris 2017
Navigation
Édition précédente Édition suivante
Le Meeting de Paris 2017 se déroule le 1er juillet 2017 au Stade Charléty de Paris, en France. Il s'agit de la septième étape de la Ligue de diamant 2017. L'épreuve avait lieu au Stade de France de Saint-Denis jusqu'en 2016.

## Résultats

### Hommes
| Rang | Athlète                     | Temps        | Points |
| ---- | --------------------------- | ------------ | ------ |
| 1    | Ramil Guliyev               | 20 s 15      | 8      |
| 2    | Churandy Martina            | 20 s 27 (SB) | 7      |
| 3    | Rasheed Dwyer               | 20 s 45      | 6      |
| 4    | Ameer Webb                  | 20 s 48      | 5      |
| 5    | Likoúrgos-Stéfanos Tsákonas | 20 s 51      | 4      |
| 6    | Dedric Dukes                | 20 s 55      | 3      |
| 7    | Jeffrey John                | 20 s 72      | 2      |
| 8    | Ben Bassaw                  | 20 s 94      | 1      |

| Rang | Athlète               | Temps              | Points |
| ---- | --------------------- | ------------------ | ------ |
| 1    | Nijel Amos            | 1 min 44 s 24 (SB) | 8      |
| 2    | Kipyegon Bett         | 1 min 44 s 36      | 7      |
| 3    | Ferguson Rotich       | 1 min 44 s 37 (SB) | 6      |
| 4    | Robert Biwott         | 1 min 45 s 05 (SB) | 5      |
| 5    | Amel Tuka             | 1 min 45 s 40      | 4      |
| 6    | Job Koech Kinyor      | 1 min 45 s 50      | 3      |
| 7    | Pierre-Ambroise Bosse | 1 min 45 s 71 (SB) | 2      |
| 8    | Thijmen Kupers        | 1 min 46 s 07      | 1      |

| Rang | Athlète          | Temps              | Points |
| ---- | ---------------- | ------------------ | ------ |
| 1    | Muktar Edris     | 7 min 32 s 31 (PB) | 8      |
| 2    | Ronald Kwemoi    | 7 min 32 s 88      | 7      |
| 3    | Yomif Kejelcha   | 7 min 33 s 37      | 6      |
| 4    | Joshua Cheptegei | 7 min 34 s 96      | 5      |
| 5    | Adel Mechaal     | 7 min 35 s 28 (PB) | 4      |
| 6    | Ben True         | 7 min 35 s 53 (PB) | 3      |
| 7    | Patrick Tiernan  | 7 min 39 s 28 (PB) | 2      |
| 8    | Yenew Alamirew   | 7 min 39 s 57      | 1      |

| Rang | Athlète            | Temps        | Points |
| ---- | ------------------ | ------------ | ------ |
| 1    | Ronald Levy        | 13 s 05 (PB) | 8      |
| 2    | Andrew Pozzi       | 13 s 14 (PB) | 7      |
| 3    | Garfield Darien    | 13 s 15      | 6      |
| 4    | Sergueï Choubenkov | 13 s 18      | 5      |
| 5    | Antonio Alkana     | 13 s 24      | 4      |
| 6    | Milan Trajkovic    | 13 s 30      | 3      |
| 7    | Omar McLeod        | 13 s 41      | 2      |
| 8    | Devon Allen        | DQ           |        |

| Rang | Athlète             | Marque | Points |
| ---- | ------------------- | ------ | ------ |
| 1    | Sam Kendricks       | 5,82 m | 8      |
| 2    | Renaud Lavillenie   | 5,62 m | 7      |
| 3    | Shawn Barber        | 5,62 m | 6      |
| 4    | Paweł Wojciechowski | 5,62 m | 5      |
| 5    | Kévin Ménaldo       | 5,52 m | 4      |
| 6    | Axel Chapelle       | 5,52 m | 3      |
| 7    | Raphael Holzdeppe   | 5,52 m | 2      |
| 8    | Jan Kudlička        | 5,52 m | 1      |

| Rang | Athlète            | Marque      | Points |
| ---- | ------------------ | ----------- | ------ |
| 1    | Mutaz Essa Barshim | 2,35 m      | 8      |
| 2    | Bohdan Bondarenko  | 2,32 m (SB) | 7      |
| 3    | Majd Eddine Ghazal | 2,32 m (SB) | 6      |
| 4    | Tikhomir Ivanov    | 2,28 m      | 5      |
| 5    | Andriy Protsenko   | 2,28 m (SB) | 4      |
| 6    | Robbie Grabarz     | 2,24 m      | 3      |
| 6    | Michael Mason      | 2,24 m      | 3      |
| 8    | Sylwester Bednarek | 2,20 m      | 1      |

| Rang | Athlète              | Marque       | Points |
| ---- | -------------------- | ------------ | ------ |
| 1    | Christian Taylor     | 17,29 m      | 8      |
| 2    | Will Claye           | 17,18 m      | 7      |
| 3    | Max Heß              | 17,07 m (SB) | 6      |
| 4    | Pedro Pablo Pichardo | 17,05 m (SB) | 5      |
| 5    | Alexis Copello       | 16,96 m      | 4      |
| 6    | Nelson Évora         | 16,91 m (SB) | 3      |
| 7    | Jean-Marc Pontvianne | 16,82 m      | 2      |
| 8    | Fabrice Zango        | 16,60 m      | 1      |

| Rang | Athlète         | Marque       | Points |
| ---- | --------------- | ------------ | ------ |
| 1    | Johannes Vetter | 88,74 m      | 8      |
| 2    | Jakub Vadlejch  | 88,02 m (PB) | 7      |
| 3    | Thomas Röhler   | 87,23 m      | 6      |
| 4    | Tero Pitkämäki  | 85,34 m      | 5      |
| 5    | Neeraj Chopra   | 84,67 m      | 4      |
| 6    | Magnus Kirt     | 83,88 m      | 3      |
| 7    | Hamish Peacock  | 83,87 m      | 2      |
| 8    | Andrian Mardare | 77,93 m      | 1      |

### Femmes
| Rang | Athlète             | Temps        | Points |
| ---- | ------------------- | ------------ | ------ |
| 1    | Elaine Thompson     | 10 s 91      | 8      |
| 2    | Marie-Josée Ta Lou  | 10 s 96 (SB) | 7      |
| 3    | Blessing Okagbare   | 11 s 09 (SB) | 6      |
| 4    | Murielle Ahouré     | 11 s 10      | 5      |
| 5    | Carolle Zahi        | 11 s 17 (PB) | 4      |
| 6    | Christania Williams | 11 s 22      | 3      |
| 7    | Morolake Akinosun   | 11 s 27      | 2      |
| 8    | Floriane Gnafoua    | 11 s 37      | 1      |

| Rang | Athlète                 | Temps   | Points |
| ---- | ----------------------- | ------- | ------ |
| 1    | Novlene Williams-Mills  | 51 s 03 | 8      |
| 2    | Courtney Okolo          | 51 s 19 | 7      |
| 3    | Shericka Jackson        | 51 s 91 | 6      |
| 4    | Lydia Jele              | 51 s 96 | 5      |
| 5    | Floria Gueï             | 52 s 33 | 4      |
| 6    | Olha Zemlyak            | 52 s 93 | 3      |
| 7    | Deborah Sananes         | 53 s 41 | 2      |
| 8    | Stephenie Ann McPherson | DNS     |        |

| Rang | Athlète           | Temps              | Points |
| ---- | ----------------- | ------------------ | ------ |
| 1    | Sifan Hassan      | 3 min 57 s 10      | 8      |
| 2    | Faith Kipyegon    | 3 min 57 s 51 (SB) | 7      |
| 3    | Gudaf Tsegay      | 3 min 59 s 55 (PB) | 6      |
| 4    | Angelika Cichocka | 4 min 1 s 61 (PB)  | 5      |
| 5    | Rababe Arafi      | 4 min 1 s 81       | 4      |
| 6    | Winny Chebet      | 4 min 3 s 55       | 3      |
| 7    | Nelly Jepkosgei   | 4 min 4 s 64       | 2      |
| 8    | Judith Kiyeng     | 4 min 5 s 54       | 1      |

| Rang | Athlète                     | Temps              | Points |
| ---- | --------------------------- | ------------------ | ------ |
| 1    | Beatrice Chepkoech          | 9 min 1 s 69       | 8      |
| 2    | Hyvin Kiyeng                | 9 min 6 s          | 7      |
| 3    | Celliphine Chepteek Chespol | 9 min 7 s 54       | 6      |
| 4    | Ruth Jebet                  | 9 min 10 s 95      | 5      |
| 5    | Emma Coburn                 | 9 min 11 s 08      | 4      |
| 6    | Etenesh Diro                | 9 min 13 s 25 (PB) | 3      |
| 7    | Aisha Praught               | 9 min 20 s 38      | 2      |
| 8    | Fabienne Schlumpf           | 9 min 22 s 01      | 1      |

| \| Rang \| Athlète \| Marque \| Points \| \| ---- \| ----------------- \| ------------ \| ------ \| \| 1 \| Gong Lijiao \| 19,14 m \| 8 \| \| 2 \| Anita Márton \| 18,48 m \| 7 \| \| 3 \| Yuliya Leantsiuk \| 18,28 m (SB) \| 6 \| \| 4 \| Aliona Dubitskaya \| 18,23 m \| 5 \| \| 5 \| Paulina Guba \| 17,78 m \| 4 \| \| 6 \| Fanny Roos \| 17,68m \| 3 \| \| 7 \| Geísa Arcanjo \| 17,36 m \| 2 \| \| 8 \| Melissa Boekelman \| 17,22 m \| 1 \| |                   |              |        |
| Rang | Athlète           | Marque       | Points |
| 1 | Gong Lijiao       | 19,14 m      | 8      |
| 2 | Anita Márton      | 18,48 m      | 7      |
| 3 | Yuliya Leantsiuk  | 18,28 m (SB) | 6      |
| 4 | Aliona Dubitskaya | 18,23 m      | 5      |
| 5 | Paulina Guba      | 17,78 m      | 4      |
| 6 | Fanny Roos        | 17,68m       | 3      |
| 7 | Geísa Arcanjo     | 17,36 m      | 2      |
| 8 | Melissa Boekelman | 17,22 m      | 1      |